# Licania arianeae
Licania arianeae, também conhecido como torradão-da-restinga ou milho-torrado, é uma espécie de planta do gênero Licania e da família Chrysobalanaceae. 

## Taxonomia
A espécie foi descrita em 1989 por Ghillean Prance. 

## Forma de vida
É uma espécie terrícola e arbórea. 

## Descrição
| Folha                  | Folha                    |
| ---------------------- | ------------------------ |
| formato                | oblongo-elíptica/oblonga |
| abaxial indumento      | cavidade estomática      |
| pecíolo glândula       | ausente                  |
| Inflorescência         |                          |
| tipo                   | panícula                 |
| Flor                   |                          |
| formato do receptáculo | urceolado                |
| pedicelo               | séssil                   |
| número de estames      | 6 - 7                    |
| filete - comprimento   | incluso                  |
| filete - fusão         | livre                    |
| Fruto                  |                          |
| epicarpo               | desconhecido             |

## Conservação
A espécie faz parte da Lista Vermelha das espécies ameaçadas do estado do Espírito Santo, no sudeste do Brasil. A lista foi publicada em 13 de junho de 2005 por intermédio do decreto estadual nº 1.499-R. 

## Distribuição
A espécie é encontrada no estado brasileiro de Espírito Santo. 
A espécie é encontrada no domínio fitogeográfico de Mata Atlântica, em regiões com vegetação de floresta ombrófila pluvial.